# Hiddenhausen
Hiddenhausen è un comune di 19 790 abitanti della Renania Settentrionale-Vestfalia, in Germania.
Appartiene al distretto governativo (Regierungsbezirk) di Detmold ed al circondario (Kreis) di Herford (targa HF).